# Parrocchie civili del North Yorkshire
Questa è una lista delle parrocchie civili del North Yorkshire, Inghilterra.

## Craven
Il distretto è interamente coperto da parrocchie.
- Airton
- Appletreewick
- Arncliffe
- Austwick
- Bank Newton
- Barden
- Beamsley
- Bentham
- Bolton Abbey
- Bordley
- Bradleys Both
- Broughton
- Buckden
- Burnsall
- Burton in Lonsdale
- Calton
- Carleton
- Clapham cum Newby
- Coniston Cold
- Conistone with Kilnsey
- Cononley
- Cowling
- Cracoe
- Draughton
- Elslack
- Embsay with Eastby
- Eshton
- Farnhill
- Flasby with Winterburn
- Gargrave
- Giggleswick
- Glusburn
- Grassington
- Halton East
- Halton Gill
- Halton West
- Hanlith
- Hartlington
- Hawkswick
- Hazlewood with Storiths
- Hebden
- Hellifield
- Hetton
- Horton in Ribblesdale
- Ingleton
- Kettlewell with Starbotton
- Kildwick
- Kirkby Malham
- Langcliffe
- Lawkland
- Linton (Craven)
- Litton
- Long Preston
- Lothersdale
- Malham
- Malham Moor
- Martons Both
- Nappa
- Otterburn
- Rathmell
- Rylstone
- Scosthrop
- Settle
- Skipton
- Stainforth
- Stirton with Thorlby
- Sutton
- Swinden
- Thornton in Craven
- Thornton in Lonsdale
- Thorpe
- Threshfield
- Wigglesworth

## Hambleton
Il distretto è interamente coperto da parrocchie.
- Ainderby Mires with Holtby
- Ainderby Quernhow
- Ainderby Steeple
- Aiskew
- Aldwark
- Alne
- Angram Grange
- Appleton Wiske
- Bagby
- Balk
- Bedale
- Beningbrough
- Bilsdale Midcable
- Birdforth
- Birkby
- Boltby
- Borrowby
- Brafferton
- Brandsby-cum-Stearsby
- Brompton (Hambleton)
- Burneston
- Burrill with Cowling
- Carlton
- Carlton Husthwaite
- Carlton Miniott
- Carthorpe
- Catton
- Clifton-on-Yore
- Cotcliffe
- Cowesby
- Coxwold
- Crakehall
- Crathorne
- Crayke
- Crosby
- Dalby-cum-Skewsby
- Dalton (Hambleton)
- Danby Wiske with Lazenby (2003)
- Deighton (Hambleton)
- Easby
- Easingwold
- East Cowton
- East Harlsey
- East Rounton
- East Tanfield
- Eldmire with Crakehill
- Ellerbeck
- Exelby, Leeming and Newton
- Faceby
- Farlington
- Fawdington
- Felixkirk
- Firby (Hambleton)
- Flawith
- Gatenby
- Girsby
- Great and Little Broughton
- Great Ayton
- Great Busby
- Great Langton
- Great Smeaton
- Hackforth
- Helperby
- High Worsall
- Holme
- Hood Grange
- Hornby (Hambleton)
- Howe
- Howgrave
- Huby
- Husthwaite
- Hutton Bonville
- Hutton Rudby
- Hutton Sessay
- Ingleby Arncliffe
- Ingleby Greenhow
- Kepwick
- Kilburn High and Low
- Kildale
- Killerby
- Kiplin
- Kirby Knowle
- Kirby Sigston
- Kirby Wiske
- Kirkby
- Kirkby Fleetham with Fencote
- Kirklington cum Upsland
- Knayton with Brawith
- Landmoth-cum-Catto
- Langthorne
- Leake
- Linton-on-Ouse
- Little Ayton
- Little Busby
- Little Langton
- Little Smeaton
- Low Worsall
- Marton-cum-Moxby
- Maunby
- Middleton-on-Leven
- Morton-on-Swale
- Myton-on-Swale
- Nether Silton
- Newburgh
- Newby (Hambleton)
- Newby Wiske
- Newsham with Breckenbrough
- Newton-on-Ouse
- Northallerton
- North Kilvington
- North Otterington
- Osmotherley
- Oulston
- Over Dinsdale
- Over Silton
- Overton
- Pickhill with Roxby
- Picton
- Potto
- Rand Grange
- Raskelf
- Romanby
- Rookwith
- Rudby
- Sandhutton
- Scruton
- Seamer (Hambleton)
- Sessay
- Sexhow
- Shipton
- Sinderby
- Skipton-on-Swale
- Skutterskelfe
- Snape with Thorp
- South Cowton
- South Kilvington
- South Otterington
- Sowerby
- Sowerby-under-Cotcliffe
- Stillington
- Stokesley
- Sutton-on-the-Forest
- Sutton-under-Whitestonecliffe
- Sutton with Howgrave
- Swainby with Allerthorpe
- Theakston
- Thimbleby
- Thirkleby High and Low with Osgodby
- Thirlby
- Thirn
- Thirsk
- Tholthorpe
- Thormanby
- Thornborough
- Thornton-le-Beans
- Thornton-le-Moor
- Thornton-le-Street
- Thornton-on-the-Hill
- Thornton Watlass
- Thrintoft
- Tollerton
- Topcliffe
- Upsall
- Warlaby
- Welbury
- Well
- West Harlsey
- West Rounton
- West Tanfield
- Whenby
- Whitwell
- Whorlton
- Wildon Grange
- Winton, Stank and Hallikeld
- Yafforth
- Yearsley
- Youlton

## Harrogate
Harrogate non è coperta da parrocchie.
- Aldfield
- Allerton Mauleverer with Hopperton
- Arkendale
- Asenby
- Askwith
- Azerley
- Baldersby
- Bewerley
- Bilton-in-Ainsty with Bickerton
- Birstwith
- Bishop Monkton
- Bishop Thornton
- Blubberhouses
- Boroughbridge
- Brearton
- Bridge Hewick
- Burton Leonard
- Burton-on-Yore
- Castley
- Cattal
- Clint cum Hamlets
- Colsterdale
- Coneythorpe and Clareton
- Copgrove
- Copt Hewick
- Cundall with Leckby
- Dacre
- Denton
- Dishforth
- Dunsforths
- Eavestone
- Ellenthorpe
- Ellingstring
- Ellington High and Low
- Farnham
- Farnley
- Fearby
- Felliscliffe
- Ferrensby
- Fewston
- Flaxby
- Follifoot
- Fountains Earth
- Givendale
- Goldsborough
- Grantley
- Great Ouseburn
- Great Ribston with Walshford
- Great Timble
- Green Hammerton
- Grewelthorpe
- Hampsthwaite
- Hartwith cum Winsley
- Haverah Park
- Healey
- High and Low Bishopside
- Humberton
- Hunsingore
- Hutton Conyers
- Ilton-cum-Pott
- Kearby with Netherby
- Killinghall
- Kirby Hall
- Kirby Hill (Boroughbridge)
- Kirkby Malzeard
- Kirkby Overblow
- Kirk Deighton
- Kirk Hammerton
- Knaresborough
- Langthorpe
- Laverton
- Leathley
- Lindley
- Lindrick with Studley Royal and Fountains
- Little Ouseburn
- Little Ribston
- Littlethorpe
- Little Timble
- Long Marston
- Markingfield Hall
- Markington with Wallerthwaite
- Marton cum Grafton
- Marton-le-Moor
- Masham
- Melmerby
- Menwith with Darley
- Middleton
- Middleton Quernhow
- Milby
- Moor Monkton
- Nesfield with Langbar
- Newall with Clifton
- Newby with Mulwith
- Nidd
- North Deighton
- North Rigton
- North Stainley with Sleningford
- Norton Conyers
- Norton-le-Clay
- Norwood
- Nun Monkton
- Pannal
- Plompton
- Rainton with Newby
- Ripley
- Ripon
- Roecliffe
- Sawley
- Scotton (Harrogate)
- Scriven
- Sharow
- Sicklinghall
- Skelding
- Skelton-on-Ure
- South Stainley with Cayton
- Spofforth with Stockeld
- Stainburn
- Staveley
- Stonebeck Down
- Stonebeck Up
- Studley Roger
- Swinton with Warthermarske
- Thornthwaite with Padside
- Thornton Bridge
- Thornville
- Thorpe Underwoods
- Thruscross
- Tockwith
- Walkingham Hill with Occaney
- Warsill
- Wath
- Weeton
- Weston
- Westwick
- Whixley
- Wighill
- Wilstrop
- Winksley

## Middlesbrough
Il distretto è per la maggior parte non coperto da parrocchie.
- Nunthorpe
- Stainton and Thornton

## Redcar and Cleveland
Il distretto è per la maggior parte non coperto da parrocchie.
- Guisborough
- Lockwood
- Loftus
- Saltburn, Marske and New Marske
- Skelton and Brotton

## Richmondshire
Il distretto è interamente coperto da parrocchie.
- Akebar
- Aldbrough
- Appleton East and West
- Arkengarthdale
- Arrathorne
- Aske
- Askrigg
- Aysgarth
- Bainbridge
- Barden
- Barton
- Bellerby
- Bishopdale
- Bolton-on-Swale
- Brompton-on-Swale
- Brough with St. Giles
- Burton-cum-Walden
- Caldbergh with East Scrafton
- Caldwell
- Carlton Highdale
- Carlton Town
- Carperby-cum-Thoresby
- Castle Bolton with East and West Bolton
- Catterick
- Cleasby
- Cliffe
- Colburn
- Constable Burton
- Coverham with Agglethorpe
- Croft-on-Tees
- Dalton
- Dalton-on-Tees
- Downholme
- Easby
- East Hauxwell
- East Layton
- East Witton (2003, al posto di East Witton Out e East Witton Town)
- Ellerton Abbey
- Ellerton-on-Swale
- Eppleby
- Eryholme
- Finghall
- Forcett and Carkin
- Garriston
- Gayles
- Gilling with Hartforth and Sedbury
- Grinton
- Harmby
- Hawes
- High Abbotside
- Hipswell
- Hornby (Richmondshire)
- Hudswell
- Hunton
- Hutton Hang
- Kirby Hill (Richmondshire)
- Leyburn
- Low Abbotside
- Manfield
- Marrick
- Marske
- Melbecks
- Melmerby
- Melsonby
- Middleham
- Middleton Tyas
- Moulton
- Muker
- Newbiggin
- New Forest
- Newsham
- Newton-le-Willows
- Newton Morrell
- North Cowton
- Patrick Brompton
- Preston-under-Scar
- Ravensworth
- Redmire
- Reeth, Fremington and Healaugh
- Richmond
- St Martin's
- Scorton
- Scotton (Richmondshire)
- Skeeby
- Spennithorne
- Stainton
- Stanwick St John
- Stapleton
- Thoralby
- Thornton Rust
- Thornton Steward
- Tunstall
- Uckerby
- Walburn
- Wensley
- West Hauxwell
- West Layton
- West Scrafton
- West Witton
- Whashton

## Ryedale
Il distretto è interamente coperto da parrocchie.
- Acklam
- Aislaby (Ryedale)
- Allerston
- Amotherby
- Ampleforth
- Appleton-le-Moors
- Appleton-le-Street with Easthorpe
- Barton-le-Street
- Barton-le-Willows
- Barugh (Great and Little)
- Beadlam
- Birdsall
- Bransdale
- Brawby
- Broughton
- Bulmer
- Burythorpe
- Buttercrambe with Bossall
- Byland with Wass
- Cawton
- Claxton
- Cold Kirby
- Coneysthorpe
- Coulton (North Yorkshire)
- Crambe
- Cropton
- Ebberston and Yedingham
- Edstone
- Fadmoor
- Farndale East
- Farndale West
- Flaxton
- Foston
- Foxholes
- Fryton
- Ganton
- Gate Helmsley
- Gillamoor
- Gilling East
- Grimston
- Habton
- Harome
- Hartoft
- Harton
- Hawnby
- Helmsley
- Henderskelfe
- Heslerton
- Hovingham
- Howsham
- Hutton-le-Hole
- Huttons Ambo
- Kirby Grindalythe
- Kirby Misperton
- Kirkbymoorside
- Langton
- Lastingham
- Leavening
- Levisham
- Lillings Ambo
- Lockton
- Luttons
- Malton
- Marishes
- Marton (Ryedale)
- Middleton
- Nawton
- Newton
- Normanby (Ryedale)
- Norton-on-Derwent
- Nunnington
- Old Byland and Scawton
- Oldstead
- Oswaldkirk
- Pickering
- Pockley
- Rievaulx
- Rillington
- Rosedale East Side
- Rosedale West Side
- Salton
- Sand Hutton
- Scackleton
- Scagglethorpe
- Scampston
- Scrayingham
- Settrington
- Sherburn
- Sheriff Hutton
- Sinnington
- Slingsby
- South Holme
- Spaunton
- Sproxton
- Stape (2003)
- Stonegrave
- Swinton
- Terrington
- Thixendale
- Thornton-le-Clay
- Thornton-le-Dale
- Thorpe Bassett
- Upper Helmsley
- Warthill
- Weaverthorpe
- Welburn (Amotherby Ward)
- Welburn (Kirkbymoorside Ward)
- Westow
- Wharram
- Whitwell-on-the-Hill
- Willerby
- Wilton
- Wintringham
- Wombleton
- Wrelton

## Scarborough
Scarborough non è coperta da parrocchie.
- Aislaby
- Barnby
- Borrowby
- Brompton (Scarborough)
- Broxa-cum-Troutsdale
- Burniston
- Cayton
- Cloughton
- Commondale
- Danby
- Darncombe-cum-Langdale End
- Eastfield (1999)
- East Ayton
- Egton
- Ellerby
- Eskdaleside cum Ugglebarnby
- Filey
- Folkton
- Fylingdales
- Glaisdale
- Goathland
- Gristhorpe
- Grosmont
- Hackness
- Harwood Dale
- Hawsker-cum-Stainsacre
- Hinderwell
- Hunmanby
- Hutton Buscel
- Hutton Mulgrave
- Irton
- Lebberston
- Lythe
- Mickleby
- Muston
- Newby and Scalby
- Newholm-cum-Dunsley
- Newton Mulgrave
- Osgodby
- Reighton
- Roxby
- Seamer
- Silpho
- Snainton
- Sneaton
- Stainton Dale
- Suffield-cum-Everley
- Ugthorpe
- West Ayton
- Westerdale
- Whitby
- Wykeham

## Selby
Il distretto è interamente coperto da parrocchie.
- Acaster Selby
- Appleton Roebuck
- Balne
- Barkston Ash
- Barlby with Osgodby
- Barlow
- Beal
- Biggin
- Bilbrough
- Birkin
- Bolton Percy
- Brayton
- Brotherton
- Burn
- Burton Salmon
- Byram cum Sutton
- Camblesforth
- Carlton
- Catterton
- Cawood
- Chapel Haddlesey
- Church Fenton
- Cliffe
- Colton
- Cridling Stubbs
- Drax
- Eggborough
- Escrick
- Fairburn
- Gateforth
- Grimston
- Hambleton
- Healaugh
- Heck
- Hemingbrough
- Hensall
- Hillam
- Hirst Courtney
- Huddleston with Newthorpe
- Kelfield
- Kellington
- Kirkby Wharfe with North Milford
- Kirk Smeaton
- Lead
- Little Fenton
- Little Smeaton
- Long Drax
- Monk Fryston
- Newland
- Newton Kyme cum Toulston
- North Duffield
- Oxton
- Riccall
- Ryther cum Ossendyke
- Saxton with Scarthingwell
- Selby
- Sherburn in Elmet
- Skipwith
- South Milford
- Stapleton
- Steeton
- Stillingfleet
- Stutton with Hazlewood
- Tadcaster
- Temple Hirst
- Thorganby
- Thorpe Willoughby
- Towton
- Ulleskelf
- Walden Stubbs
- West Haddlesey
- Whitley
- Wistow
- Womersley

## Stockton-on-Tees
Per la parte di Stockton-on-Tees a nord del fiume Tees, vedi Parrocchie civili di Durham.
- Castlelevington
- Hilton
- Ingleby Barwick
- Kirklevington
- Maltby
- Thornaby
- Yarm

## York
La città di York non è coperta da parrocchie.
- Acaster Malbis
- Askham Bryan
- Askham Richard
- Bishopthorpe
- Clifton Without
- Copmanthorpe
- Deighton
- Dunnington
- Earswick
- Elvington
- Fulford
- Haxby
- Heslington
- Hessay
- Heworth Without
- Holtby
- Huntington
- Kexby
- Murton
- Naburn
- Nether Poppleton
- New Earswick
- Osbaldwick
- Rawcliffe
- Rufforth
- Skelton
- Stockton-on-the-Forest
- Strensall
- Towthorpe
- Upper Poppleton
- Wheldrake
- Wigginton